# سرباز در باران
سرباز در باران (به انگلیسی: Soldier in the Rain) یک فیلم زوج هنری کمدی آمریکایی محصول سال ۱۹۶۳ به کارگردانی رالف نلسون با بازی جکی گلیسون و استیو مک‌کوئین است.
این فیلم پنج روز پس از ترور رئیس‌جمهور جان اف. کندی منتشر شد. بحران ملی مخاطبان فیلم را کاهش داد.